# 谢强华
谢强华（1950年—），广东梅县人，汉族，中华人民共和国政治人物、第十一届全国人民代表大会广东地区代表。
毕业于广东省梅州嘉应师范专科学校政治学专业，是中共党员。担任广东省副省长。2008年起担任全国人大代表。